# Кубок Англії з футболу 1935—1936
Кубок Англії з футболу 1935—1936 — 61-й розіграш найстарішого футбольного турніру у світі, Кубка виклику Футбольної Асоціації, також відомого як Кубок Англії. Вдруге титул здобув Арсенал.

## Перший раунд
| Дата                  | Господарі                   | Рахунок | Гості                       |
| --------------------- | --------------------------- | ------- | --------------------------- |
| 30 листопада          | Честер                      | 1:0     | Ґейтсгед                    |
| 30 листопада          | Честерфілд                  | 3:0     | Саутпорт                    |
| 30 листопада          | Дарлінгтон                  | 4:2     | Аккрінгтон Стенлі           |
| 30 листопада          | Барроу                      | 4:1     | Рексем                      |
| 30 листопада          | Бристоль Сіті               | 0:1     | Крістал Пелес               |
| 30 листопада          | Грантем                     | 0:2     | Ноттс Каунті                |
| 30 листопада          | Саутгол                     | 3:1     | Свіндон Таун                |
| 30 листопада          | Редінг                      | 8:3     | Корінтіан                   |
| 30 листопада          | Волсолл                     | 2:0     | Лінкольн Сіті               |
| 30 листопада          | Кру Александра              | 4:2     | Бостон Юнайтед              |
| 30 листопада          | Гейнсборо Триніті           | 3:1     | Блайт Спартанс              |
| 30 листопада          | Скарборо                    | 2:0     | Дарвен                      |
| 30 листопада          | Транмер Роверз              | 3:0     | Карлайл Юнайтед             |
| 30 листопада          | Кіддермінстер Гарріерз      | 4:1     | Бішоп Окленд                |
| 30 листопада          | Нортгемптон Таун            | 0:0     | Бристоль Роверз             |
| 4 грудня Перегравання | Бристоль Роверз             | 3:1     | Нортгемптон Таун            |
| 30 листопада          | Ковентрі Сіті               | 1:1     | Сканторп-енд-Ліндсі Юнайтед |
| 9 грудня Перегравання | Сканторп-енд-Ліндсі Юнайтед | 4:2     | Ковентрі Сіті               |
| 30 листопада          | Брайтон енд Гоув Альбіон    | 0:0     | Челтнем Таун                |
| 4 грудня Перегравання | Челтнем Таун                | 0:6     | Брайтон енд Гоув Альбіон    |
| 30 листопада          | Клептон Орієнт              | 0:0     | Олдершот                    |
| 4 грудня Перегравання | Олдершот                    | 0:1     | Клептон Орієнт              |
| 30 листопада          | Олдем Атлетік               | 6:1     | Феррігілл Атлетік           |
| 30 листопада          | Нангед                      | 2:4     | Вотфорд                     |
| 30 листопада          | Ексетер Сіті                | 0:4     | Джиллінгем                  |
| 30 листопада          | Менсфілд Таун               | 2:3     | Гартлпул Юнайтед            |
| 30 листопада          | Кардіфф Сіті                | 0:3     | Дартфорд                    |
| 30 листопада          | Галіфакс Таун               | 4:0     | Рочдейл                     |
| 30 листопада          | Стейлібрідж Селтік          | 4:0     | Келлс Юнайтед               |
| 30 листопада          | Ньюпорт Каунті              | 0:1     | Саутенд Юнайтед             |
| 30 листопада          | Маргейт                     | 3:1     | Квінз Парк Рейнджерс        |
| 30 листопада          | Йовіл-енд-Петтерс Юнайтед   | 0:1     | Ньюпорт                     |
| 30 листопада          | Далвіч Гамлет               | 2:3     | Торкі Юнайтед               |
| 30 листопада          | Нью-Брайтон                 | 1:3     | Воркінгтон                  |
| 30 листопада          | Волтемстоу Авеню            | 1:1     | Борнмут енд Боском Атлетік  |
| 4 грудня Перегравання | Борнмут енд Боском Атлетік  | 8:1     | Волтемстоу Авеню            |
| 30 листопада          | Йорк Сіті                   | 1:5     | Бертон Таун                 |
| 30 листопада          | Ромфорд                     | 3:3     | Фолкстоун                   |
| 4 грудня Перегравання | Фолкстоун                   | 2:1     | Ромфорд                     |
| 30 листопада          | Віган Атлетік               | 1:2     | Ротергем Юнайтед            |

## Другий раунд
До другого раунду увійшли переможці першого раунду. 
| Дата                   | Господарі                  | Рахунок | Гості                       |
| ---------------------- | -------------------------- | ------- | --------------------------- |
| 14 грудня              | Честер                     | 3:3     | Редінг                      |
| 18 грудня Перегравання | Редінг                     | 3:0     | Честер                      |
| 14 грудня              | Честерфілд                 | 0:0     | Волсолл                     |
| 18 грудня Перегравання | Волсолл                    | 2:1     | Честерфілд                  |
| 14 грудня              | Дартфорд                   | 4:0     | Гейнсборо Триніті           |
| 14 грудня              | Борнмут енд Боском Атлетік | 5:2     | Барроу                      |
| 14 грудня              | Саутгол                    | 8:0     | Ньюпорт                     |
| 14 грудня              | Фолкстоун                  | 1:2     | Клептон Орієнт              |
| 14 грудня              | Ноттс Каунті               | 3:0     | Торкі Юнайтед               |
| 14 грудня              | Кру Александра             | 2:1     | Джиллінгем                  |
| 14 грудня              | Скарборо                   | 1:1     | Брайтон енд Гоув Альбіон    |
| 18 грудня Перегравання | Брайтон енд Гоув Альбіон   | 3:0     | Скарборо                    |
| 14 грудня              | Транмер Роверз             | 6:2     | Сканторп-енд-Ліндсі Юнайтед |
| 14 грудня              | Олдем Атлетік              | 1:1     | Бристоль Роверз             |
| 18 грудня Перегравання | Бристоль Роверз            | 4:1     | Олдем Атлетік               |
| 14 грудня              | Саутенд Юнайтед            | 5:0     | Бертон Таун                 |
| 14 грудня              | Галіфакс Таун              | 1:1     | Гартлпул Юнайтед            |
| 18 грудня Перегравання | Гартлпул Юнайтед           | 0:0     | Галіфакс Таун               |
| 23 грудня Перегравання | Галіфакс Таун              | 1:4     | Гартлпул Юнайтед            |
| 14 грудня              | Стейлібрідж Селтік         | 0:1     | Дарлінгтон                  |
| 14 грудня              | Маргейт                    | 3:1     | Крістал Пелес               |
| 14 грудня              | Воркінгтон                 | 5:1     | Кіддермінстер Гарріерз      |
| 14 грудня              | Ротергем Юнайтед           | 1:1     | Вотфорд                     |
| 18 грудня Перегравання | Вотфорд                    | 1:0     | Ротергем Юнайтед            |

## Третій раунд
| Дата                  | Господарі               | Рахунок | Гості                      |
| --------------------- | ----------------------- | ------- | -------------------------- |
| 11 січня              | Блекпул                 | 3:1     | Маргейт                    |
| 11 січня              | Дарлінгтон              | 2:3     | Бері                       |
| 11 січня              | Бернлі                  | 0:0     | Шеффілд Юнайтед            |
| 16 січня Перегравання | Шеффілд Юнайтед         | 2:1     | Бернлі                     |
| 11 січня              | Ліверпуль               | 1:0     | Свонсі Сіті                |
| 11 січня              | Саутгол                 | 1:4     | Вотфорд                    |
| 11 січня              | Редінг                  | 1:3     | Манчестер Юнайтед          |
| 11 січня              | Волсолл                 | 0:2     | Ньюкасл Юнайтед            |
| 11 січня              | Лестер Сіті             | 1:0     | Брентфорд                  |
| 11 січня              | Ноттс Каунті            | 0:0     | Транмер Роверз             |
| 15 січня Перегравання | Транмер Роверз          | 4:3     | Ноттс Каунті               |
| 11 січня              | Блекберн Роверз         | 1:1     | Болтон Вондерерз           |
| 15 січня Перегравання | Болтон Вондерерз        | 0:1     | Блекберн Роверз            |
| 11 січня              | Астон Вілла             | 0:1     | Гаддерсфілд Таун           |
| 11 січня              | Вулвергемптон Вондерерз | 1:1     | Лідс Юнайтед               |
| 15 січня Перегравання | Лідс Юнайтед            | 3:1     | Вулвергемптон Вондерерз    |
| 11 січня              | Кру Александра          | 1:1     | Шеффілд Венсдей            |
| 15 січня Перегравання | Шеффілд Венсдей         | 3:1     | Кру Александра             |
| 11 січня              | Мідлсбро                | 1:0     | Саутгемптон                |
| 11 січня              | Вест-Бромвіч Альбіон    | 2:0     | Галл Сіті                  |
| 11 січня              | Сандерленд              | 2:2     | Порт Вейл                  |
| 13 січня Перегравання | Порт Вейл               | 2:0     | Сандерленд                 |
| 11 січня              | Дербі Каунті            | 3:2     | Дартфорд                   |
| 11 січня              | Евертон                 | 1:3     | Престон Норт-Енд           |
| 11 січня              | Донкастер Роверз        | 1:2     | Ноттінгем Форест           |
| 11 січня              | Стокпорт Каунті         | 2:3     | Плімут Аргайл              |
| 11 січня              | Тоттенгем Готспур       | 4:4     | Саутенд Юнайтед            |
| 15 січня Перегравання | Саутенд Юнайтед         | 1:2     | Тоттенгем Готспур          |
| 11 січня              | Манчестер Сіті          | 3:1     | Портсмут                   |
| 11 січня              | Фулгем                  | 2:1     | Брайтон енд Гоув Альбіон   |
| 11 січня              | Барнслі                 | 3:3     | Бірмінгем Сіті             |
| 15 січня Перегравання | Бірмінгем Сіті          | 0:2     | Барнслі                    |
| 11 січня              | Бристоль Роверз         | 1:5     | Арсенал                    |
| 11 січня              | Вест Гем Юнайтед        | 2:2     | Лутон Таун                 |
| 15 січня Перегравання | Лутон Таун              | 4:0     | Вест Гем Юнайтед           |
| 11 січня              | Норвіч Сіті             | 1:1     | Челсі                      |
| 15 січня Перегравання | Челсі                   | 3:1     | Норвіч Сіті                |
| 11 січня              | Бредфорд Сіті           | 1:0     | Борнмут енд Боском Атлетік |
| 11 січня              | Міллволл                | 0:0     | Сток Сіті                  |
| 15 січня Перегравання | Сток Сіті               | 4:0     | Міллволл                   |
| 11 січня              | Клептон Орієнт          | 3:0     | Чарльтон Атлетік           |
| 11 січня              | Бредфорд Парк-Авеню     | 3:2     | Воркінгтон                 |
| 11 січня              | Гартлпул Юнайтед        | 0:0     | Грімсбі Таун               |
| 14 січня Перегравання | Грімсбі Таун            | 4:1     | Гартлпул Юнайтед           |

## Четвертий раунд
У цьому раунді зіграли переможці попереднього етапу.
| Дата                   | Господарі            | Рахунок | Гості                |
| ---------------------- | -------------------- | ------- | -------------------- |
| 25 січня               | Ліверпуль            | 0:2     | Арсенал              |
| 25 січня               | Престон Норт-Енд     | 0:0     | Шеффілд Юнайтед      |
| 30 січня Перегравання  | Шеффілд Юнайтед      | 2:0     | Престон Норт-Енд     |
| 25 січня               | Лестер Сіті          | 6:3     | Вотфорд              |
| 25 січня               | Мідлсбро             | 3:0     | Клептон Орієнт       |
| 25 січня               | Дербі Каунті         | 2:0     | Ноттінгем Форест     |
| 25 січня               | Транмер Роверз       | 2:4     | Барнслі              |
| 25 січня               | Тоттенгем Готспур    | 1:0     | Гаддерсфілд Таун     |
| 25 січня               | Манчестер Сіті       | 2:1     | Лутон Таун           |
| 25 січня               | Фулгем               | 5:2     | Блекпул              |
| 25 січня               | Челсі                | 4:1     | Плімут Аргайл        |
| 25 січня               | Порт Вейл            | 0:4     | Грімсбі Таун         |
| 25 січня               | Сток Сіті            | 0:0     | Манчестер Юнайтед    |
| 29 січня Перегравання  | Манчестер Юнайтед    | 0:2     | Сток Сіті            |
| 27 січня               | Шеффілд Венсдей      | 1:1     | Ньюкасл Юнайтед      |
| 29 січня Перегравання  | Ньюкасл Юнайтед      | 3:1     | Шеффілд Венсдей      |
| 29 січня               | Бредфорд Парк-Авеню  | 1:1     | Вест-Бромвіч Альбіон |
| 3 лютого Перегравання  | Вест-Бромвіч Альбіон | 1:1     | Бредфорд Парк-Авеню  |
| 10 лютого Перегравання | Бредфорд Парк-Авеню  | 2:0     | Вест-Бромвіч Альбіон |
| 29 січня               | Лідс Юнайтед         | 3:2     | Бері                 |
| 3 лютого               | Бредфорд Сіті        | 3:1     | Блекберн Роверз      |

## П'ятий раунд
На цьому етапі зіграли переможці попереднього раунду.
| Дата                   | Господарі           | Рахунок | Гості               |
| ---------------------- | ------------------- | ------- | ------------------- |
| 15 лютого              | Грімсбі Таун        | 3:2     | Манчестер Сіті      |
| 15 лютого              | Мідлсбро            | 2:1     | Лестер Сіті         |
| 15 лютого              | Шеффілд Юнайтед     | 3:1     | Лідс Юнайтед        |
| 15 лютого              | Ньюкасл Юнайтед     | 3:3     | Арсенал             |
| 19 лютого Перегравання | Арсенал             | 3:0     | Ньюкасл Юнайтед     |
| 15 лютого              | Барнслі             | 2:1     | Сток Сіті           |
| 15 лютого              | Бредфорд Сіті       | 0:1     | Дербі Каунті        |
| 15 лютого              | Бредфорд Парк-Авеню | 0:0     | Тоттенгем Готспур   |
| 17 лютого Перегравання | Тоттенгем Готспур   | 2:1     | Бредфорд Парк-Авеню |
| 19 лютого              | Челсі               | 0:0     | Фулгем              |
| 24 лютого Перегравання | Фулгем              | 3:2     | Челсі               |

## Шостий раунд
На цьому етапі зіграли переможці попереднього раунду.
| Дата      | Господарі       | Рахунок | Гості             |
| --------- | --------------- | ------- | ----------------- |
| 29 лютого | Грімсбі Таун    | 3:1     | Мідлсбро          |
| 29 лютого | Шеффілд Юнайтед | 3:1     | Тоттенгем Готспур |
| 29 лютого | Арсенал         | 4:1     | Барнслі           |
| 29 лютого | Фулгем          | 3:0     | Дербі Каунті      |

## Півфінали
У півфіналах зіграли команди, що перемогли на попередньому етапі.
| Дата       | Господарі       | Рахунок | Гості        |
| ---------- | --------------- | ------- | ------------ |
| 21 березня | Шеффілд Юнайтед | 2:1     | Фулгем       |
| 21 березня | Арсенал         | 1:0     | Грімсбі Таун |

## Фінал
| 25 квітня 1936 |

| Арсенал   | 1:0      | Шеффілд Юнайтед |
| --------- | -------- | --------------- |
| Дрейк 74' | Протокол |                 |

| Вемблі, Лондон Глядачів: 93 384 Арбітр: Гаррі Наттрасс |